# Shellshock (chanson)
Singles de New Order
Sub-culture
(1985) State of the Nation
(1986)
Shellshock est le onzième single, produit par le groupe New Order en mars 1986. Une autre version figure dans le film Rose bonbon (Pretty in Pink) sorti dans les salles un mois plus tôt. 

## Historique
Le titre est inspiré par une création de John Robie, ici associée à la production pour la deuxième fois, produite en 1983 dans un style R&B issu du South Bronx et tournant en club, One More Shot, qu'il composa avec son groupe d'alors, C-Bank, et la voix de Jenny Burton.
Avec sa durée de 9:41 minutes, le maxi est l'un des plus longs du groupe, avec le morceau Elegia présent en version courte sur l'album Low-Life (1985). Sur la face B figure le morceau Shellcock, un dub mix.
Le graphisme de la pochette est réalisé par Peter Saville d'après une photographie de Geoff Power représentant un graffiti.